# Pterochilus nigrobilineolatus
Pterochilus nigrobilineolatus är en stekelart som beskrevs av Giordani Soika. Pterochilus nigrobilineolatus ingår i släktet Pterochilus och familjen Eumenidae. Inga underarter finns listade i Catalogue of Life.